# Cryptochloa strictiflora
Cryptochloa strictiflora är en gräsart som först beskrevs av Eugène Pierre Nicolas Fournier, och fick sitt nu gällande namn av Jason Richard Swallen. Cryptochloa strictiflora ingår i släktet Cryptochloa, och familjen gräs. Inga underarter finns listade i Catalogue of Life.